# Transportrådet
Transportrådet var under åren 1980-1991 en statlig myndighet i Sverige som hade till uppgift att handha frågor rörande trafikplanering, handikappanpassning av kollektivtrafik, riksfärdtjänst samt yrkestrafik och internationell vägtrafik och stod under ledning av en generaldirektör.
Transportrådet ansvarade även för frågor rörande statlig ersättning till persontrafik på mindre lönsamma järnvägslinjer och kom att kritiseras ur miljösynpunkt för att favorisera busstrafik. De uppgifter som för vilka Transportrådet ansvarat överfördes vid dess upphörande till flera olika statliga myndigheter.
Transportrådet hade sitt kontor i Solna på Industrivägen 5
Transportrådet skall ej förväxlas med nuvarande Näringslivets Transportråd.